# Umberto Bagnasco
Umberto Antonio Bagnasco (Genova, 23 luglio 1892 – Genova, 22 agosto 1944) è stato un calciatore italiano, di ruolo difensore.

## Carriera
Fratello maggiore di Giovanni Battista Bagnasco, con il quale viene spesso confuso, ha militato in Prima Categoria con la maglia del Liguria e brevemente dell'Andrea Doria.